# Hrad Vallis

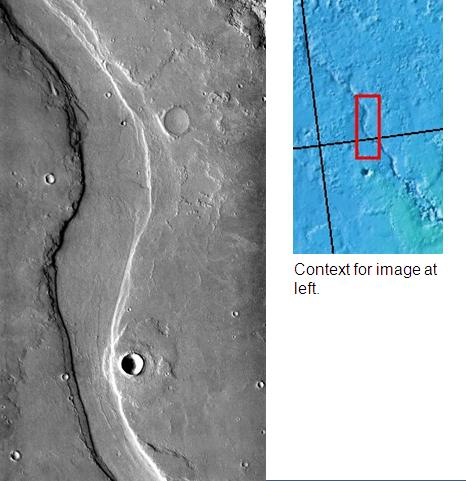

Hrad Vallis est une ancienne vallée fluviale située dans le quadrangle de Cebrenia de Mars, à 38.7° de latitude nord et 224.7° de longitude ouest. Sa longueur est de 825 km et fut nommée d'après le mot arménien pour "Mars". 